# Forteresse de Montferrand
Pour les articles homonymes, voir Barin.
La forteresse de Montferrand, dite aussi forteresse de Ba'rin est une forteresse des croisés. Elle est située dans la province de Hama et se situe à proximité de la ville antique de Rafanée qui était aussi pourvue d'une citadelle pendant les croisades.

## Histoire
Au cours de la première croisade, le 5 janvier 1099, l'armée des Francs menée par Raymond de Saint Gilles part de Maarat al-Nouman. Cette armée se dirige vers le sud et arrive devant Rafanée. La ville a été désertée par ses habitants qui se sont enfuis. Il profitent des provisions trouvées dans la ville pour se refaire des forces. Elle se dirige ensuite vers la côte et Tripoli y rejoindre les troupes qui ont suivi la côte depuis Antioche. De là, les croisés se dirigent vers Jérusalem en continuant de suivre la côte.
Après sa fuite d’Anatolie, Raymond de Saint Gilles, revient dans la région avec comme objectif la prise de Tripoli. Il prend Tortose en avril 1102. C’est sans doute vers cette époque qu’il entreprend la construction de la forteresse qu’il appelle Montferrand. Ce nom viendrait du latin Mons Ferrandus peut-être en souvenir de la légion romaine VIe Ferrata qui avait fait de la région de Rafanée son lieu de campement en y remplaçant la XIIe Fulminata au cours du Ier siècle.
Raymond de Saint Gilles fait le siège de Tripoli, il fait bâtir le château Saint-Gilles ou du Mont Pèlerin en face de la ville sur le continent (1103). Fin avril 1104, avec l’aide d’une escadre génoise, il prend la ville de Jbeil, l’ancienne Byblos, la Gibelet des croisés. Pendant ce siège, Tughtekin, nouvel atabeg de Damas, harcèle l'armée franque sur ses arrières. En 1105, il s'empare de Montferrand et démantèle ses remparts. Le 28 février 1105, Raymond de Saint-Gilles meurt dans sa forteresse de Mont-Pèlerin sans avoir pu prendre Tripoli. Le successeur de Raymond de Saint Gilles est son cousin Guillaume de Cerdagne (dit Guillaume Jourdain). Ce dernier poursuit vainement le siège de Tripoli. Guillaume de Cerdagne meurt en  1109. Bertrand de Saint-Gilles, fils de Raymond lui succède. Il réussit enfin à prendre Tripoli en juillet 1109. Bertrand de Saint-Gilles, tente vainement de reprendre Montferrand à Tughtekin. Un accord est signé entre Bertrand de Saint-Gilles et Tughtekin qui se partagent le contrôle des forteresses de la région.
Pons de Tripoli succède à son père Bertrand de Saint-Gilles. Il épouse Cécile de France, veuve de Tancrède de Hauteville qui lui apporte en douaire la forteresse du Krak des Chevaliers. Pons reprend Rafanée en 1112. En octobre 1115, Tughtekin reprend la place par surprise. En 1126, Pons appelle à son aide Baudouin II de Jérusalem pour prendre Raphanée. Le 31 mars 1126, la place est prise,. Après l’avènement de Foulque d'Anjou au titre de roi de Jérusalem en 1131, Pons se fait battre par des bandes turcomanes qui avaient envahi son comté. Il se trouve assiégé par elles dans la forteresse de Montferrand. À l’appel de Pons, Foulque se met en marche. Arrivé à hauteur de Tripoli, il rencontre sa sœur, la comtesse Cécile, qui le supplie en pleurant « de sauver son seigneur ». Devant les larmes de sa sœur, Foulque repart pour Montferrand et délivre les assiégés. Pons de Tripoli meurt en mars 1137. Son fils, le jeune Raymond II, lui succède.
En 1137, Zengi atabeg d’Alep attaque le comté de Tripoli. Le jeune Raymond II, fait appel au roi Foulque, son suzerain et son oncle. Le roi  part aussitôt pour Tripoli. Au même moment les Byzantins envahissent la principauté d’Antioche qui demande aussi  l’aide du roi. Foulque décide de courir au plus pressé, après quoi il irait à Antioche négocier avec les Byzantins. Foulque et Raymond II partent donc à marches forcées pour Montferrand, dont la garnison assiégée par Zengi manque de vivres. Ils sont surpris par Zengi au moment où ils débouchent dans la plaine de Ba`rin. Une partie de l’armée franque avec Raymond II est faite prisonnière. Foulque réussit à se réfugier dans Montferrand. Zengi commence aussitôt le siège de la place. Comme Foulque et ses compagnons n’ont pas pu faire entrer de vivres avec eux, leur arrivée constitue une nouvelle difficulté pour la défense. Cependant le roi parvient à faire parvenir une demande de secours au patriarche de Jérusalem, au comte d’Édesse Jocelin II et au prince d’Antioche Raymond de Poitiers. Tous se mettent en marche pour délivrer Montferrand. Zengi, en apprenant l’approche de l’armée de secours, redouble d’efforts contre Montferrand. L’armée de secours était déjà parvenue dans le comté de Tripoli quand Foulque, désespéré et sentant la garnison de Montferrand réduite par la famine, l’épuisement et les épidémies, se résigne à rendre la place. Zengi, qui voulait à tout prix en finir avant l’arrivée des secours et qui, était fort inquiet de la menace que l’entrée en scène des Byzantins dans le nord constituait pour sa ville d’Alep, accorda aux assiégés des conditions extrêmement douces. Il se contentait de la conquête de Montferrand, permettait à Foulque et à la garnison de se retirer librement avec leurs armes et tous les honneurs de la guerre et rendait même la liberté à Raymond II, ainsi qu’aux autres prisonniers francs (10-20 août 1137).
La région de Montferrand/Rafanée n’est plus dès lors qu'un objectif de razzia pour les Hospitaliers qui occupent deux des grandes forteresses de la région le Krak et le Margat. En 1203, des troupes du Krak et de Margat vont tenter de surprendre Malik al-Mansur sous Montferrand et sont sévèrement battues. En 1229, les Hospitaliers effectuent une seconde expédition près de Montferrand et rapportent un grand butin. En 1233, une expédition de grande envergure est organisée à partir du Krak. Les Francs surgissent à l'aube devant Montferrand et pillent le bourg avant de joindre Miryamin, à sept kilomètres au sud, où ils restent deux jours.
En 1238-1239, l'émir de Hama Muzaffar (règne 1229/30-1244/45), décide de raser la citadelle jusqu'à fleur de terre.